# マルチマティック
マルチマティック株式会社（Multimatic Inc.）は、世界的な自動車産業に対し、部品やシステムの設計・構築やサービスの提供をする（カナダ人から構成される非公開会社形態をとる）企業。

## 概要

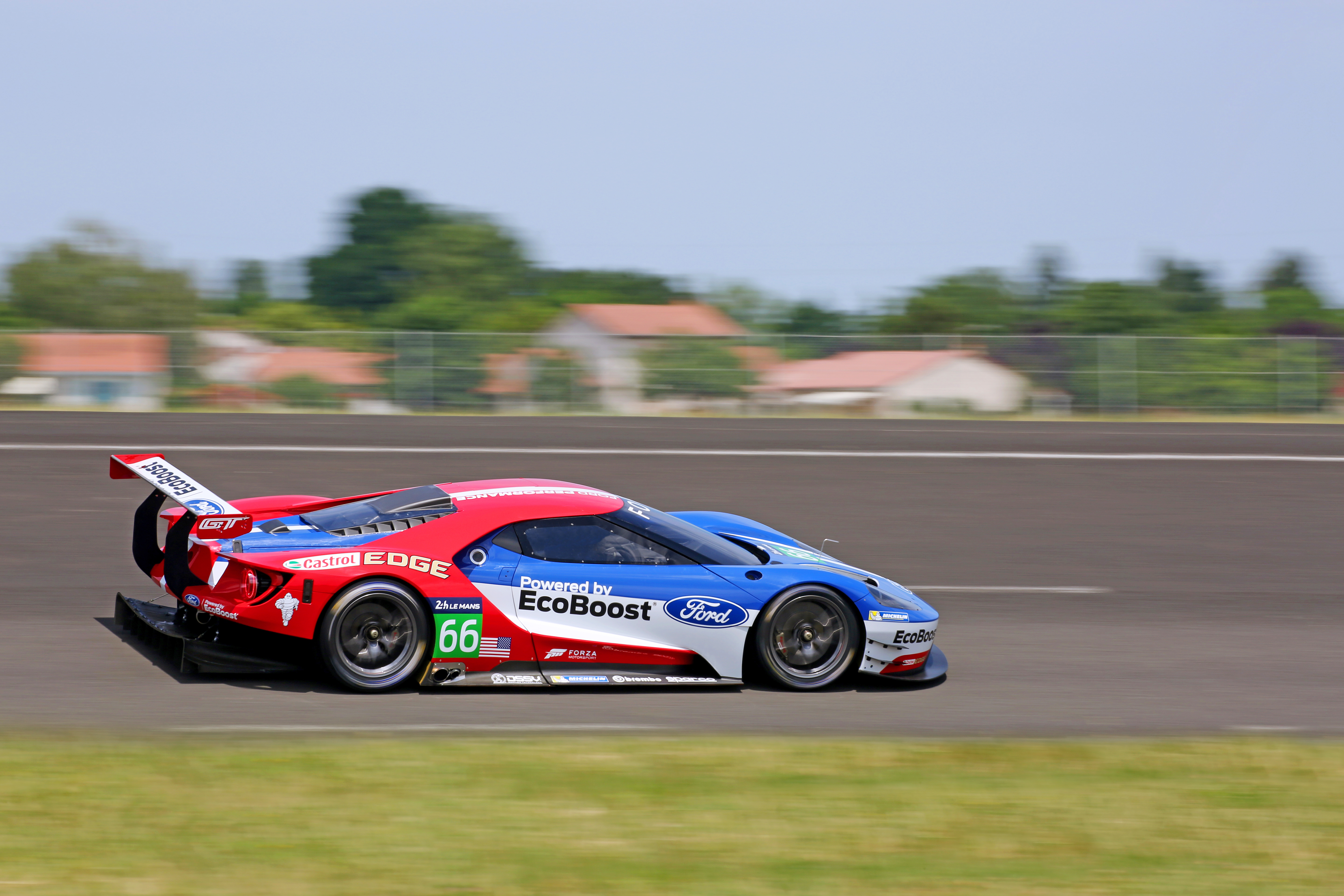
フォード・GT（2016年）

1984年設立。中核となる事業分野には、工学技術や製造、車体（ボディ）の金属加工、軽量化技術開発、サスペンション・システム、車体の設計、開発が含まれる。加えて、マルチマティックは趣味的なロード・カーやレースカーなどの分野の車の設計、開発、製造に対応している。
本社はカナダ・オンタリオ州・マーカムに置かれている。マルチマティックは、北米、ヨーロッパ、アジアに製造部門と開発施設を持ち、世界各地の企業とパートナーシップを提携している。
マルチマティックは、自動車ニュース（Automotive News）で、2011年の北米トップ100のサプライヤーの中で81位にランキングされた。2013年は90位にランキングされている。
マルチマティックはRUF・CTR3とアストンマーティン・One-77のカーボンファイバーシャシーとサスペンション・システムの設計と製造を担当し、2016年に発売されたフォード・GTのシャシー開発にも関わり、生産も受託している。
同社はまた、メキシコのVUHL (en: VUHL 05)オートモーティヴやイギリスのゼノスの様なライトウェイト・スポーツカーに対してはもちろん、アストンマーティン・V12ザガートとアストンマーティン・CC100とアストンマーティン・ヴァルカンのモデルにも設計資料を提供した。
2012年には経営破綻した、ローラ・カーズの資産を買収。資産の購入に加えて、ローラカーズの名前と知的財産を使用するためのライセンス契約を取得した。

## レース活動
同社のレーシングチームであるマルチマティック・モータースポーツは、1992年に設立され、スポーツカーレースを中心に北米とヨーロッパ地域におけるレーシングカーの設計・開発とレース活動を行なっている。フォードとは特に関係が深く、グランダム・シリーズにジョイントして参戦し、2003年にはデイトナ24時間レースのデイトナ・プロトタイプクラスでクラス優勝を収めている。
2014年、ウェザーテック・スポーツカー選手権のPクラス参戦のためにマツダ、スピードソースに2台のローラ・B08/80を供給した。このマシンは、マツダのSkyActiv-D、直列4気筒ターボチャージャー付きディーゼルエンジンである。
また、チップ・ガナッシ・レーシングとジョイントして前述のフォード・GTのレース活動を担った。ル・マン24時間では2000年にLMP675、2016年にLM-GTEプロでクラス優勝を収めた。
またライリー・テクノロジーズと共に、FIA 世界耐久選手権（WEC）に参戦可能なLMP2シャーシコンストラクターとして認定を受けている。2017年にはライリー・マルチマティック・MK.30をライリーと共同開発。Mk30は、IMSA・ユナイテッド・スポーツカー選手権のマツダ・チームヨーストに供給され、マツダ・RT24-Pとして参戦していた。また2017年の第7戦まではビジットフロリダレーシングもMk30シャーシを使用していた。
2023年からは、ウェザーテック・スポーツカー選手権に新設されるLMDhクラス用のマシン供給を行う予定で、2021年5月にはポルシェ/アウディの2社がマルチマティック製シャシーを採用することを発表している。しかし、ポルシェについては2022年にポルシェ・963としてマシンの正式発表が行われた一方で、アウディについては同社の方針変更（F1へのパワーユニット供給等）の影響を受け、開発がキャンセルとなった。